# Luciano Pérez Platero
Luciano Pérez Platero (* 8. Januar 1882 in Arizaleta, Navarra; † 14. Juni 1963) war ein spanischer Geistlicher, römisch-katholischer Bischof von Segovia und Erzbischof von Burgos.

## Leben
Luciano Pérez Platero empfing am 22. Dezember 1907 das Sakrament der Priesterweihe und war danach als Priester tätig. Er wurde am 5. Februar 1929 als Nachfolger von Manuel de Castro y Alonso zum Bischof von Segovia ernannt. Dort empfing er am 9. Juni 1929 die Bischofsweihe durch den Apostolischen Nuntius in Spanien und Titularerzbischof von Naupactus Federico Tedeschini, an der der Territorialprälat von Ciudad Real und Titularbischof von Dora Narciso de Esténaga y Echevarría sowie der Bischof von Calahorra y La Calzada Fidel García Martínez als Co-Konsekratoren teilnahmen. 
Am 9. Dezember 1944 wurde Pérez Platero schließlich wiederum als Nachfolger von Manuel de Castro y Alonso auch zum Erzbischof von Burgos ernannt und bekleidete dieses Amt bis zu seinem Tode am 14. Juni 1963, woraufhin Segundo García de la Sierra y Méndez zu seinem Nachfolger berufen wurde. In dieser Zeit gehörte er während des Zweiten Vatikanischen Konzils in der ersten Sitzungsperiode (11. Oktober bis 8. Dezember 1962) zu den Konzilsvätern.
Er spendete zudem die Bischofsweihen für Francisco Javier Santos Santiago, PIME, zum Titularbischof von Thebae Phthiotides (1950), von Abilio del Campo y de la Bárcena zum Titularbischof von Pionia (1952), von Ángel Temiño Sáiz zum Bischof von Orense (1952), von José Lecuona Labandibar, PIME, zum Titularbischof von Vagada (1958), von Demetrio Mansilla Reoyo zum Titularbischof von Erythrae (1959) sowie von Ignacio Prieto Vega, PIME, zum Bistum Hwange (1963). Darüber hinaus war er Co-Konsekrator bei den Bischofsweihen von Francisco Barbado y Viejo, OP, zum Bischof von Coria (1935) sowie von Florencio Sanz Esparza, CM, zum Bischof von Cuttack (1939).